# Élections législatives malaisiennes de 1978
Les élections législatives malaisiennes de 1978 se sont déroulées les 8 juillet 1978 et 22 juillet 1978 .